# البث المتعدد عبر بروتوكول الإنترنت
يُعد البث المتعدد عبر بروتوكول الإنترنت (بالإنجليزية: IP multicast)‏ طريقة بث حزم بيانات بروتوكول الإنترنت إلى مجموعة من المستقبلين في بث واحد. وهي الشكل الخاص بـ البثّ متعدد الوجهات المستخدم في بروتوكول الإنترنت ويستخدم لبث الوسائط وتطبيقات الشبكة الأخرى. ويستخدم عناوين بث متعدد محجوزة بشكل خاص في IPv4 وبروتوكول الإنترنت (الإصدار السادس).

## التطوير
تطوّرت تقنية البث المتعدد عبر بروتوكول الإنترنت لأول مرة بواسطة ستيف ديرينغ أثناء عمله في جامعة ستانفورد، ولقد حصل على جائزة IEEE للإنترنت بسبب عمله في هذا المجال.
كانت مبوني (بالإنجليزية: MBONE اختصار ل multicast backbone)‏ تقنية تجريبية تهدف إلى تمكين البث المتعدد بين المواقع عبر استخدام الأنفاق. وعلى الرغم من أن مبوني لم تعد تعمل الآن، إلا أن هناك اهتمامًا جديدًا بتقنية إنشاء أنفاق مرة أخرى لنقل حركة البث المتعدد بهدف جعل هذه الخدمة متاحة لمجموعة واسعة من المستخدمين النهائيين.

## الوصف الفني
البث المتعدد عبر بروتوكول الإنترنت هي تقنية تستخدم في بنية الشبكات للتواصل مع جماعة من المتلقين بشكل فعال وفي الوقت الحقيقي. تقوم هذه التقنية بالتوسع لتغطية عدد كبير من المتلقين، وذلك بدون الحاجة إلى معرفة مسبقة بشأن هوية المتلقي أو عدده. يستخدم بث متعدد بشكل كبير عن طريق تقليل عدد مرات إرسال الحزمة، حيث يتم إرسالها مرة واحدة من المصدر ولا يتم تكرارها، حتى وإن كانت موجهة لعدد كبير من المستلمين. تعتمد هذه التقنية على تعدد المسارات داخل الشبكة، حيث يتم نسخ الحزمة وإعادة توزيعها عبر عدة مسارات مختلفة للوصول إلى جميع المستلمين المستهدفين، وذلك بشكل يتم توجيهه من قبل أجهزة الشبكة.